# Yoizuki
Yoizuki (kanji: 宵月, katakana: ヨイヅキ lub キヅイヨ) – japoński wielki niszczyciel z okresu II wojny światowej, typu Akizuki.

## Historia
"Yoizuki" należał do serii wielkich niszczycieli typu Akizuki, zaprojektowanych specjalnie jako okręty obrony przeciwlotniczej, których główne uzbrojenie stanowiło 8 nowych dział uniwersalnych kalibru 100 mm, o względnie niewielkim kalibrze, lecz świetnych charakterystykach balistycznych.
Stępkę pod budowę okrętu położono 25 sierpnia 1943 w stoczni Uraga w Tokio, kadłub wodowano 25 września 1944, a okręt wszedł do służby 31 stycznia 1945. Nazwa, podobnie jak pozostałych niszczycieli tej serii, związana była z Księżycem i  oznaczała "Księżyc widoczny o zmroku".

## Służba
Początkowo po wejściu do służby 31 stycznia 1945 jego załoga szkoliła się na wodach Japonii w składzie 11. Flotylli Niszczycieli. 16 lutego 1945 uczestniczył w odpieraniu nalotu amerykańskich 'Superfortec' na Yokosuka, na dużym pułapie. 25 maja 1945 wszedł w skład 41. dywizjonu 31. Flotylli Eskortowej Floty Połączonej. Nie był używany bojowo. 5 czerwca 1945 został lekko uszkodzony na minie koło Kure, po czym wyremontowany tam bez dokowania. Od sierpnia do końca wojny stał zamaskowany na japońskim Morzu Wewnętrznym. Po wojnie służył do celów repatriacji żołnierzy.
29 sierpnia 1947 został przekazany Chinom w ramach reparacji i nazwany "Fen Yang" (汾陽). W 1949 ewakuowany na Tajwan, lecz wkrótce został rozbrojony i wycofany do rezerwy. W 1962 został złomowany.
Dowódcy:
- kmdr por Kotarou Nakao (31 stycznia 1945 – 10 lutego 1945)
- kmdr por Masaomi Araki (10 lutego 1945 – wrzesień 1945)

## Dane techniczne
Uzbrojenie i wyposażenie: 
- 8 dział 100 mm Typ 98 w wieżach dwudziałowych (4xII).
  - długość lufy – L/65 (65 kalibrów), kąt podniesienia – 90° donośność – 19 500 m (pozioma), 14 700 m (maks. pionowa), masa pocisku – 13 kg. Zapas amunicji – po 300 nabojów.
- 15 – 48 działek przeciwlotniczych 25 mm Typ 96, na stanowiskach podwójnych, potrójnych i pojedynczych (ilość zwiększana)
- 1 poczwórna wyrzutnia torpedowa 610 mm Typ 92 model 4 (1xIV) (8 torped Typ 93)
- 1-2 miotacze bomb głębinowych Typ 94, zrzutnie bg (72 bomby głębinowe)

- system kierowania ogniem artylerii głównej: dwa 4,5-metrowe dalmierze stereoskopowe (na nadbudówce dziobowej i rufowej) z przelicznikiem artyleryjskim Typ 94.
- urządzenia kierowania ogniem artylerii plot: 2,5-metrowy dalmierz, dwa 1,5 metrowe dalmierze
- szumonamiernik
- radar: dozoru ogólnego model 21 lub dozoru ogólnego model 22 i/lub dozoru powietrznego model 13